# Río Putumayo
El río Putumayo, en Brasil, rio Içá (en quechua, putu mayu, de 'putu': vasija de fruto de árboles y 'mayu': río; que significaría «río que nace donde crecen las plantas cuyos frutos son usados como vasijas»),  es un largo río amazónico que nace en el Nudo de los Pastos, en Colombia, y desemboca en el río Solimões (nombre del curso medio del río Amazonas), en Brasil, tras formar frontera en gran parte de su recorrido entre Colombia, Perú y Ecuador. Tiene una longitud de 1813 km y drena una cuenca de 148 000 km². Tiene como principales afluentes los ríos Guamuez (140 km), San Miguel (240 km) e Igara Paraná (440 km). Es una importante vía de transporte fluvial, ya que es navegable casi en todo su recorrido.

## Historia
En el siglo XIX, el Putumayo/Içá fue navegado por el explorador francés Jules Crevaux (1847-82). Lo remontó en un barco de vapor de 6 pies (1,8 m) de calado, navegando día y noche. Llegó a Cuembí, a unos 1300 km de su boca sin encontrar un solo rápido. Cuembí está a solo 320 km del océano Pacífico en línea recta, pasando por la ciudad de Pasto en el sur de Colombia. Creveaux descubrió que los sedimentos del río estaban libres de rocas hasta la base de los Andes y que sus riberas eran de tierra arcillosa y la parte inferior de finas arenas.
El 1 de marzo de 2008, el líder de las Fuerzas Armadas Revolucionarias de Colombia, Luis Edgar Devia alias Raúl Reyes y 21 guerrilleros más de esa organización, fueron abatidos en un campamento ilegal en el lado ecuatoriano de la frontera del Río Putumayo, por parte de las Fuerzas Militares de Colombia, en un operativo especial tras meses de labores de inteligencia, ya que el gobierno ecuatoriano negaba la existencia de tal campamento tras diversas pruebas presentadas por su par colombiano. A esta acción se le conoce con el nombre de Operación Fénix, la cual se realizó sin la autorización del gobierno Ecuatoriano generando una confrontación diplomática entre Colombia por un lado y Ecuador y Venezuela en el otro.

## Geografía

### Curso superior y medio
El Putumayo tiene su origen en los pueblos indígenas de Pacífico colombiano ya que por ellos se llama Putumayo
Andes colombianos, en la región del Nudo de los Pastos, en territorio del municipio de San Francisco, a unos 70 km al este de la ciudad de San Juan de Pasto. Esa región, donde también nace el río Caquetá, es la región más húmeda de la cuenca del Amazonas. El Putumayo se dirige hacia el sureste, abandonando pronto la montaña andina y llegando a la localidad colombiana de Puerto Asis (que contaba con 88 000 hab. en 2010). A solo 120 km de su fuente, ya es navegable y alcanzó un caudal de 470 m³/s con solo una cuenca de 2900 km², o sea un récord de caudal de 160 l/s por km². Cerca de Puerto Asís recibe por su margen derecha al río Guamuez (o Guamués) proveniente de la laguna de la Cocha, un afluente muy similar al Putumayo que duplica el caudal. Unos 120 km aguas abajo recibe, también por su margen derecha, a su segundo gran afluente, el río San Miguel, también muy caudaloso, cerca de Puerto Ospina. En este tramo el Putumayo lleva ya tanta agua como el río Ródano. Entre las confluencias del Guamuez y del San Miguel, en concreto a partir de la confluencia con la quebrada Cehembí, comienza un tramo de 1500 km en que el Putumayo formará la frontera sur de Colombia, primero con Ecuador y luego con Perú. En este tramo pasa por las localidades de La Nueva Apaya, Güepí (donde recibe al homónimo río Güepí, que marca la frontera entre Ecuador y Perú), Puerto Leguízamo (donde recibe al Caucayá), Puerto Alegría, Puerto Arturo, El Encanto (donde recibe al Cara Paraná), Puerto Belén, Flor de Agosto, Puerto Tumaco, Pucauro (donde recibe al Algodón), Puerto Arica (donde recibe al Igara Paraná, de 440 km, el más largo de sus afluentes), Puerto Pipa y Yaguas (donde recibe al homónimo río Yaguas). Finaliza el tramo fronterizo y el río se interna nuevamente en Colombia durante un corto tramo, en el que cierra por el norte la parte de territorio colombiano llamada «Trapecio amazónico» y alcanza la pequeña ciudad de Tarapacá (3950 hab. en 2010), ya próxima a la frontera con Brasil.  
La margen izquierda, que corresponde al lado colombiano, se caracteriza por ser más elevada que la margen derecha y por esta circunstancia se encuentra en este tramo la mayor densidad de población, apreciándose igualmente grandes extensiones cubiertas de pastizales destinados a la ganadería.

### Curso inferior
Ya en Brasil y hasta la desembocadura, el Putumayo lleva el nombre de río Içá durante unos 320 km, un curso en el que se desvía muy poco de una dirección este-sureste. Su cuenca, estrecha y alargada, se intercala entre las cuencas del río Caquetá (o Japurá) en el norte y el río Napo, y después el Amazonas-Solimões, al sur. Recibe numerosos afluentes por ambas márgenes, pero la estrechez de la cuenca obliga a que la mayoría de ellos sigan un camino paralelo al suyo.
Pasa por las pequeñas localidades de Espirito Santo, Uniao y Cuiabá y acaba desaguando, por la margen izquierda y con una anchura de 700 m y a una altitud de 55 m, en el río Solimões a la altura de la población de Santo Antônio do Içá (que contaba con 24 487 hab. en 2010.

### Principales afluentes
Los principales afluentes del Putumayo, en dirección aguas abajo, son:
en el tramo colombiano:
- río Guamuez, de una longitud de 140 km, con una cuenca de 4772 km² y un caudal de 500 m³/s;
- quebrada Cehembí;

en el tramo de límite entre Colombia y Ecuador:
- Río Güepí, de 110 km, con 4435 km² y 240 m³/s.
- río San Miguel, por la derecha, de 240 km, con 6404 km² y 630 m³/s;

en el tramo de límite entre Colombia y Perú:
- río Yavineto, por la izquierda;
- río Campuya, por la derecha;
- río Cara Paraná, por la izquierda, de 260 km, con 8027 km² y 500 m³/s;
- río Algodón, por la derecha, de 230 km, con 3307 km² y 160 m³/s;
- río Igara Paraná, por la izquierda, de 440 km, con 12 945 km² y 810 m³/s;
- río Yaguas, por la derecha, de 330 km, con 10 863 km² y 410 m³/s;

en el tramo brasileño:
- río Cotuhé, por la derecha;
- río Pureté o Puretá, por la derecha, llegando de Perú;

## Navegación
El río Putumayo es navegable en alrededor de 1800 km. Desde la ciudad de Puerto Asís en Colombia hasta su desembocadura en el río Amazonas. Es navegable durante todo el año desde la ciudad de San Antonio del Estrecho (Putumayo) y Flor de Agosto en el Perú, hasta su desembocadura, para embarcaciones de cuatro pies de calado. 
La velocidad media de la corriente varía de 0,5 a 1,5 m/s, dependiendo de la época del año y del tramo de río considerado. Por ejemplo, la parte alta del río en época de caudales medios (500 m³/s) alcanza los 1,5 m/s, mientras que en tiempo de estiaje (250 m³/s) solamente llega a los 0,60 m/s. En la parte media y baja del río, con profundidades que varían entre 4 y 9 m, la velocidad es de alrededor de 0,9 m/s, para un caudal de 7000 m³/s a la altura de la ciudad colombiana de Tarapacá.
El río Putumayo tiene una gran variación de niveles en la parte alta de la cuenca, con diferencias de más de 2 m en solo 48 horas. Sin embargo, los niveles se van haciendo más estables en las partes media y baja, como lo evidencia el hecho en Tarapacá la mayor fluctuación en 48 horas sea de 0,5 m.
Las grandes crecientes en época de invierno provocan erosión que causa grandes deslizamientos de las riberas, arrastrando consigo material suelto, arcillas y árboles de gran tamaño, formando palizadas con serio peligro para la navegación. También se forman bancos de arena que crean islas a lo largo del río.